# 주호연
주호연(朱淏淵, 2003년 1월 23일 ~ )은 대한민국의 축구 선수로 포지션은 골키퍼이며 현재 K리그1 수원 FC 소속이다.